# 페어런트 후드
페어런트후드(Parenthood)는 2010년부터 2015년까지 NBC에서 방영한 텔레비전 드라마이다.

## 출연
- 피터 크라우저
- 로런 그레이엄
- 댁스 셰퍼드
- 모니카 포터
- 에리카 크리스턴슨
- 샘 제이거
- 맥스 버크홀더
- 조이 브라이언트
- 마일스 하이저
- 메이 휘트먼
- 보니 버딜리아
- 크레이그 T. 넬슨
- 숄로 마리두에냐

## 같이 보기
- 터치 (2012년 드라마)